# Martin Short
Martin Hayter Short (Hamilton, Ontario, 26 de marzo de 1950) es un comediante, actor, escritor, cantante, actor de voz y productor de cine canadoestadounidense.
Es conocido por su trabajo en comedias, sobre todo en los programas de televisión como SCTV y Saturday Night Live. Entre su filmografía se cuentan notables películas de comedia como A Simple Wish, The Santa Clause 3: The Escape Clause, Los tres fugitivos, ¡Tres Amigos!, Innerspace, Jungle 2 Jungle, Mars Attacks! o El padre de la novia.
Short es el creador de los personajes de Jiminy Glick y Ed Grimley.
Short también proporcionó trabajo de voz para las películas El príncipe de Egipto (1998), El planeta del tesoro (2002), Las crónicas de Spiderwick (2008), Madagascar 3: Europe's Most Wanted (2012), Frankenweenie (2012) y la serie de PBS El gato ensombrerado viaja por todos lados (2010-2019) como el personaje principal. También ha tenido una activa carrera en el escenario, protagonizando las obras de teatro de Broadway The Goodbye Girl (1993) y Little Me (1998-1999). Esta última le valió el premio Tony al mejor actor de un musical y la primera una nominación en la misma categoría.

## Primeros años
Short nació en Hamilton, Ontario, el menor de los cinco hijos de Olive Grace (de soltera Hayter, 1913-1968), concertista de la Orquesta Sinfónica de Hamilton, y Charles Patrick Short (1909-1970), ejecutivo corporativo de Stelco, una compañía siderúrgica canadiense. Él y sus hermanos fueron criados como católicos.Tenía tres hermanos mayores: David (ahora fallecido), Michael y Brian, y una hermana mayor: Nora. El padre de Short era un emigrante irlandés católico de Crossmaglen, South Armagh, que llegó a Norteamérica como polizón durante la guerra de la independencia irlandesa. La madre de Short era de ascendencia inglesa e irlandesa. Alentó sus primeros esfuerzos creativos. Su hermano mayor, David, murió en un accidente automovilístico en Montreal, Quebec, en 1962, cuando Short tenía doce años. Su madre murió de cáncer en 1968, su padre dos años después de complicaciones de un derrame cerebral.
Short asistió a la Escuela Secundaria de Westdale y se graduó en la Universidad McMaster con una licenciatura en Trabajo Social en 1971.

## Filmografía

### Cine
| Año  | Título                                | Papel                                              | Notas           |
| ---- | ------------------------------------- | -------------------------------------------------- | --------------- |
| 1979 | Lost and Found                        | Engel                                              |                 |
| 1986 | ¡Tres Amigos!                         | Ned Nederlander                                    |                 |
| 1987 | Innerspace                            | Jack Putter                                        |                 |
| 1987 | Cross My Heart                        | David Morgan                                       |                 |
| 1989 | Three Fugitives                       | Ned Perry                                          |                 |
| 1989 | The Big Picture                       | Neil Sussman, agente de Nick                       |                 |
| 1991 | Pure Luck                             | Eugene Proctor                                     |                 |
| 1991 | El padre de la novia                  | Franck Eggelhoffer                                 |                 |
| 1992 | Captain Ron                           | Martin Harvey                                      |                 |
| 1993 | We're Back! A Dinosaur's Story        | Stubbs el payaso (voz)                             |                 |
| 1994 | Clifford                              | Clifford Daniels                                   |                 |
| 1995 | The Pebble and the Penguin            | Hubie (voz)                                        |                 |
| 1995 | Father of the Bride Part II           | Franck Eggelhoffer                                 |                 |
| 1996 | Mars Attacks!                         | Secretario de prensa Jerry Ross                    |                 |
| 1997 | Jungle 2 Jungle                       | Richard Kempster                                   |                 |
| 1997 | A Simple Wish                         | Murray                                             |                 |
| 1998 | El príncipe de Egipto                 | Huy (voz)                                          |                 |
| 1998 | Akbar's Adventure Tours               | Akbar                                              |                 |
| 1999 | Mumford                               | Lionel Dillard                                     |                 |
| 2001 | Get Over It                           | Dr. Desmond Forrest Oates                          |                 |
| 2001 | Prince Charming                       | Rodney                                             |                 |
| 2001 | Jimmy Neutron: Boy Genius             | Ooblar (voz)                                       |                 |
| 2002 | El planeta del tesoro                 | B. E. N. (voz)                                     |                 |
| 2002 | CinéMagique                           | George                                             | Cortometraje    |
| 2003 | 101 dálmatas 2                        | Lars (voz)                                         |                 |
| 2004 | Barbie as the Princess and the Pauper | Preminger (voz)                                    | Directo a video |
| 2004 | Jiminy Glick in Lalawood              | Jiminy Glick/David Lynch                           |                 |
| 2006 | Khan Kluay                            | Khan Kluay (voz)                                   |                 |
| 2006 | The Santa Clause 3                    | Jack Frost                                         | Voz             |
| 2008 | The Spiderwick Chronicles             | Thimbletack (voz)                                  | Voz             |
| 2011 | Hoodwinked Too! Hood vs. Evil         | Kirk (voz)                                         | Voz             |
| 2012 | Madagascar 3                          | Stefano (voz)                                      | Voz             |
| 2012 | Frankenweenie                         | Edward Frankenstein/Mr. Bergermesiter/Nassor (voz) | Voz             |
| 2013 | Legends of Oz: Dorothy's Return       | Appraiser/Jester (voz)                             |                 |
| 2013 | Kaze Tachinu                          | Kurokawa (voz)                                     |                 |
| 2014 | Inherent Vice                         | Dr. Rudy Blatnoyd, D. D .S.                        |                 |
| 2018 | Elliot the Littlest Reindeer          | Lemondrop/Ludzinka/Blitzen                         | Actor de voz    |
| 2019 | The Addams Family                     | Grandpa Frump                                      | Actor de voz    |
| 2020 | Los hermanos Willoughby               | Walter Willoughby                                  | Actor de voz    |
| 2023 | Aquaman y el Reino Perdido            | Kingfish                                           | Voz             |

### Televisión
| Año                | Título                                                                              | Papel                                                               | Notas                                                 |
| ------------------ | ----------------------------------------------------------------------------------- | ------------------------------------------------------------------- | ----------------------------------------------------- |
| 1972               | Right On                                                                            | Regular                                                             |                                                       |
| 1972               | Cucumber                                                                            | Smokey the Hare                                                     | 1 episodio                                            |
| 1975               | Peep Show                                                                           |                                                                     | 1 episodio                                            |
| 1976-77            | The David Steinberg Show                                                            | Johnny del Bravo                                                    | 10 episodios                                          |
| 1978               | For the Record                                                                      | Weepy                                                               | 1 episodio                                            |
| 1979               | The Family Man                                                                      | Louie                                                               | Película para televisión                              |
| 1979-80            | The Associates                                                                      | Tucker Kerwin                                                       | 13 episodios                                          |
| 1980               | Vacaciones en el mar                                                                | Melvin                                                              | 1 episodio                                            |
| 1980-81            | I'm a Big Girl Now                                                                  | Neal Stryker                                                        | 14 episodios                                          |
| 1981               | Taxi                                                                                | Mitch Harris                                                        | 1 episodio                                            |
| 1981-84            | Second City Television                                                              | Varios                                                              | Miembro del elenco                                    |
| 1984-85, 2005-2018 | Saturday Night Live                                                                 | Varios                                                              | 18 episodios como miembro del cast; 5 como invitado   |
| 1986               | Tall Tales & Legends                                                                | Johnny Appleseed                                                    | 1 episodio                                            |
| 1988               | The Completely Mental Misadventures of Ed Grimley                                   | Ed Grimley/Emil Gustav/Moby/Sheldon/Irving Cohen/ voces adicionales | 13 episodes                                           |
| 1989               | Dink, The Little Dinosaur                                                           | Narrador                                                            |                                                       |
| 1989, 1990         | The Tracey Ullman Show                                                              | Doc/The Elvis Freak/Lou/fanático del fútbol                         | 1 episodio                                            |
| 1990               | The Dave Thomas Comedy Show                                                         | Él mismo                                                            | 4 episodios                                           |
| 1990               | The Earth Day Special                                                               | Nathan Thurm                                                        | Especial de televisión                                |
| 1991               | Maniac Mansion                                                                      | Eddie O'Donnell                                                     | 1 episodio                                            |
| 1992               | Favorite Songs                                                                      | Mozart (voz)                                                        | 1 episodio                                            |
| 1994               | The Martin Short Show                                                               | Marty Short                                                         | 8 episodios                                           |
| 1996               | Muppets Tonight                                                                     | Él mismo                                                            | 1 episodio                                            |
| 1998               | Merlín                                                                              | Frik                                                                | Miniserie                                             |
| 1999               | Alice in Wonderland                                                                 | Sombrerero Loco/idiota sin barbilla                                 | Película para televisión                              |
| 1999-2000          | The Martin Short Show                                                               | Él mismo                                                            | 63 episodios                                          |
| 2001-03            | Primetime Glick                                                                     | Jiminy Glick/Miss Gathercole/Various                                | 30 episodios                                          |
| 2002               | Curb Your Enthusiasm                                                                | Él mismo                                                            | 1 episodio                                            |
| 2005               | Arrested Development                                                                | Tío Jack                                                            | 1 episodio                                            |
| 2005               | Law & Order: Special Victims Unit                                                   | Sebastian Ballentine/Henry Palaver                                  | 1 episodio                                            |
| 2007               | Bob & Doug McKenzie's Two-Four Anniversary                                          | Él mismo                                                            | Especial para televisión                              |
| 2010               | Damages                                                                             | Leonard Winstone/Lester Wiggin                                      | 13 episodios (temporada 3)                            |
| 2010-2016          | The Cat in the Hat Knows a Lot About That!                                          | The Cat in the Hat (voz)                                            | 65 episodios                                          |
| 2011               | Weeds                                                                               | Steward Havens                                                      | 3 episodios                                           |
| 2011–12            | How I Met Your Mother                                                               | Garrison Cootes                                                     | 3 episodios                                           |
| 2012               | Canada's Got Talent                                                                 | Él mismo (como jurado)                                              | 22 episodios en la primera temporada                  |
| 2013, 2014         | Hollywood Game Night                                                                | Él mismo                                                            | 2 episodios                                           |
| 2014               | Working the Engels                                                                  | Charles Chuck Pastry                                                | 1 episodio                                            |
| 2014-15            | Mulaney                                                                             | Louis Lou Cannon                                                    | 13 episodios                                          |
| 2015               | Unbreakable Kimmy Schmidt                                                           | Dr. Grant (pronunciado [Franff])                                    | 1 episodio                                            |
| 2015               | Difficult People                                                                    | Él mismo                                                            | 1 episodio                                            |
| 2016               | Maya & Marty                                                                        | Él mismo                                                            | 6 episodios                                           |
| 2016               | Hairspray Live!                                                                     | Wilbur Turnblad                                                     | Musical en vivo                                       |
| 2016               | Modern Family                                                                       | Mervin Merv Schechter                                               | 1 episodio                                            |
| 2017               | BoJack Horseman                                                                     | Poppy Stilton (voz)                                                 | 1 episodio                                            |
| 2017               | Los Simpson                                                                         | Guthrie Frenel (voz)                                                | 1 episodio                                            |
| 2018               | The Last Man On Earth                                                               | Hombre en la camioneta                                              | 1 episodio                                            |
| 2018               | Steve Martin and Martin Short: An Evening You Will Forget for the Rest of Your Life | Él mismo                                                            | Especial de Netflix                                   |
| 2019               | The Morning Show                                                                    | Dick Lundry                                                         | 2 episodios                                           |
| 2019               | Big Mouth                                                                           | Gordie (voz)                                                        | Episodio: «Cellsea»                                   |
| 2021               | Schmigadoon!                                                                        | Leprechaun                                                          | Estrella invitada, Episodio: «Schmigadoon!»           |
| 2021-presente      | Only Murders in the Building                                                        | Oliver                                                              | Papel protagonista, 10 episodios, productor ejecutivo |

### Teatro
| Año       | Título                        | Papel        |
| --------- | ----------------------------- | ------------ |
| 1993      | The Goodbye Girl              | Elliot       |
| 1998-1999 | Little Me                     | Varios       |
| 2006-2007 | Martin Short: Fame Becomes Me | Él mismo     |
| 2015      | It's Only a Play              | James Wicker |

## Premios y nominaciones
- 1982: Nelly Award: Outstanding Writing, SCTV Comedy Network[9]
- 1983: Emmy Award for Outstanding Writing in a Variety or Music Program, SCTV Comedy Network[9]
- 1993: Outer Critics Circle Award: Outstanding Actor in a Musical, The Goodbye Girl[9]
- 1993: Theater World Award[9]
- 1993: Nominated for Tony Award for Best Actor in a Musical, The Goodbye Girl
- 1994: Member of the Order of Canada[9]
- 1995: Earl Grey Lifetime Achievement Award[10]
- 1999: Sir Peter Ustinov Award awarded at the Banff Television Festival[10]
- 1999: Outer Critics Circle Award: Outstanding Actor in a Musical, Little Me[9]
- 1999: Tony Award for Best Actor in a Musical, Little Me[9]
- 2000: Canada's Walk of Fame[10]
- 2001: Awarded honorary Doctor of Literature from McMaster University[10]
- 2002: Queen Elizabeth II Golden Jubilee Medal[10]
- 2010: Nominated for Emmy Awards for Outstanding Supporting Actor in a Drama Series, Damages[11]
- 2010: Nominated for Satellite Awards for Best Actor in a Supporting Role in a Series, Damages[12]
- 2011: Nominated for Daytime Emmy Award for Outstanding Performer In An Animated Program, The Cat in the Hat Knows a Lot About That![13]
- 2012: Queen Elizabeth II Diamond Jubilee Medal[14]
- 2015: A stamp issued by Canada Post[15]
- 2016: Canadian Screen Awards Lifetime Achievement Award
- 2017: Canadian Screen Awards: Best Performance in an animated program or series, The Cat in the Hat Knows a Lot About Camping![16]
- 2018: Nominated - Primetime Emmy Award for Outstanding Writing for a Variety Special
- 2018: Nominated - Primetime Emmy Award for Outstanding Variety Special